# Часник Маршалла
Часник Маршалла, цибуля Маршалла (Allium marschallianum) — вид трав'янистих рослин родини амарилісові (Amaryllidaceae), поширений у Болгарії, Румунії, Україні — Криму.

## Опис
Багаторічна рослина 20–30 см заввишки. Квітконіжка 5–8 мм завдовжки. Оцвітина білувата або злегка рожева; тичинка майже вдвічі довша від оцвітини.

## Поширення
Поширений у Болгарії, Румунії, Україні — Криму.
В Україні вид зростає на скелях, сухих гірських схилах, на виходах гірських порід — у Криму.